# Уилям Едуардс Деминг
Уилям Едуардс Деминг (на английски: William Edwards Deming) е американски статистик, университетски професор, автор, лектор и консултант.

## Биография
Деминг е получил широко признание за принос в подобряването на производството в САЩ след Втората световна война, въпреки че той е много по-известен с работата си в Япония. Именно там след 1950 г. той е обучавал топ мениджъри как да подобрят услугите, качеството на продуктите, тестването и продажбите чрез различни методи, включително приложението на статистически методи като ANOVA (Анализ на променливите) и тестване на хипотези. Деминг допринася значително за японската слава в областта на иновативните висококачествени продукти и последвалата икономическа мощ, която страната придобива. Неговото признание върху японските производители и бизнес е световно признато.
Въпреки че в Япония се приема почти като герой, той започва да бъде признат в САЩ едва след смъртта си.